# Marco Elter
Marco Elter, né le 14 juin 1890 à Turin (Italie) et mort le 14 avril 1945 en Suisse, est un réalisateur et scénariste italien.

## Biographie
Il remporte les championnats du monde de ski en 1913. Pendant la Première Guerre mondiale, il reçoit plusieurs décorations et la termine avec le grade de capitaine.
Il s'installe à Rome après des études universitaires, entrant dans le monde du cinéma comme assistant réalisateur. Son premier film est Le scarpe al sole (1935), basé sur un roman de Paolo Monelli. Le film, qui remporte plusieurs prix au Festival de Venise, a quelques faiblesses rhétoriques, mais est impressionnant en raison de son style narratif, développé à l'aide de moyens documentaires.
En 1936, le producteur De Giuli dell'Artisti Associati lui confie la réalisation de son premier film Allegri masnadieri, sur un sujet écrit par Amleto Palermi, joué par une jeune Assia Noris.
Les années suivantes, il travaille sur six autres films. Il décède en 1945 lors d'un séjour en Suisse.
Il était marié à l'actrice et soprano italienne Nelly Corradi.

## Filmographie
- 1935 : Le scarpe al sole (it)
- 1936 : Allegri masnadieri (it)
- 1938 : Il torrente (it) (aussi scénariste et monteur)
- 1938 : Orgoglio (it) (aussi monteur)
- 1943 : Il figlio del corsaro rosso (it)
- 1943 : Gli ultimi filibustieri
- 1943 : Dente per dente (it) (aussi monteur)